# Huete
Huete é um município da Espanha, na província de Cuenca, comunidade autônoma de Castela-Mancha. Tem 377,57 km² de área e em 2021 tinha 1 746 habitantes (densidade: 4,6 hab./km²). Limita com os municípios de Campos del Paraíso, Gascueña, El Hito, Montalbo, Palomares del Campo, La Peraleja, Pineda de Gigüela, Portalrubio de Guadamejud, El Valle de Altomira, Saelices, Los Valdecolmenas, Vellisca, Villalba del Rey, Villanueva de Guadamejud, Villar y Velasco e Villas de la Ventosa.